# Tyszki-Wądołowo
Tyszki-Wądołowo ist ein Dorf in Polen, das der Landgemeinde Kolno (Powiat Kolneński) in der Woiwodschaft Podlachien angehört. Es liegt rund 150 Kilometer nordöstlich der Landeshauptstadt Warschau.
Das Dorf hat 84 Einwohner (2006).
Die erste schriftliche Erwähnung des Dorfes stammt aus der ersten Hälfte des 15. Jahrhunderts (1421), aber die Ansiedelung in Tyszki-Wądołowo ist wesentlich älter.